# Euro Hockey Tour
Euro Hockey Tour (EHT) är en årligen återkommande serie ishockeyturneringar, öppen för herrlandslagen i Sverige, Finland, Schweiz och Tjeckien. Euro Hockey Tour spelades för första gången säsongen 1996/1997 och den sammanlagda segraren räknas som inofficiell Europamästare i ishockey. Innan detta system infördes hölls liknande turneringar med dessa länder emellan samt USA och Kanada, då exempelvis Canada Cup fanns, som även var föregångare till World Cup.

## Spelform
Euro Hockey Tour består av fyra turneringar: Czech Hockey Games i Tjeckien, Karjala Tournament i Finland, Swiss Ice Hockey Games i Schweiz och Sweden Hockey Games i Sverige. Resultaten i dessa fyra turneringar, ger seedningen mellan lagen i finalspelet. Säsongerna 1996/1997 - 2002/2003 placerades lagen enbart efter sammanlagda resultat, men säsongerna 2003/2004 - 2006/2007 spelades ett slutspel i Euro Hockey Tour där de två första lagen mötte varandra i ett finalspel, medan trean och fyran i sin tur möttes i en bronsmatch. 2005/2006 spelades endast en final- respektive bronsmatch, inte två som de föregående säsongerna. Säsongen 2006/2007 spelades åter två final- respektive bronsmatcher.
Enligt det nya EHT-avtalet som gällde för säsongerna 2007/2008 till 2010/2011 skulle inga slutspelsmatcher spelas, utan man återgick istället till det tidigare systemet där de sammanlagda resultaten från turneringarna under den gången säsongen gällde som slutställning. En prissumma på 120 000 euro för varje turnering skulle betalas ut, samt ytterligare 120 000 euro till det lag som vann den totala EHT-säsongen.
I vissa av turneringarna har Kanada och Slovakien deltagit, men de har aldrig deltagit i Euro Hockey Tour och deras resultat och andra lags resultat mot dem har då inte räknas med i Euro Hockey Tour. Detta hände säsongen 2002/2003, då Slovakien medverkade i Baltica Cup 2002 och Kanada i Sweden Hockey Games 2003, samt säsongerna 2017–2018, då Kanada, Schweiz och Sydkorea deltog i vissa turneringar, samt 2021–2022, då Kanada, Schweiz och Österrike deltog i vissa turneringar.
Säsongerna 2014–2015 och 2015–2016 spelades endast Channel One Cup, Karjala Tournament samt diverse landskamper som ingick i Euro Hockey Tour.
Rysslands invasion av Ukraina i februari 2022 ledde till att Ryssland sparkades ut från de kommande tävlingarna och ersattes av Schweiz och i stället för Channel One Cup i Ryssland spelas Swiss Ice Hockey Games i Schweiz med start säsongen 2022–2023. Den 11 november 2023 undertecknades ett avtal i Tammerfors, som sträcker sig över säsongen 2026–2027 och innebär att Schweiz även i fortsättningen deltar i de fyra turneringarna i stället för Ryssland.

## Euro Hockey Tour-vinnare
| Säsong     | Vinnare  | 2:a plats | 3:e plats |
| ---------- | -------- | --------- | --------- |
| 1996/19971 | Finland  | Sverige   | Ryssland  |
| 1997/1998  | Tjeckien | Sverige   | Finland   |
| 1998/1999  | Sverige  | Finland   | Tjeckien  |
| 1999/2000  | Finland  | Tjeckien  | Ryssland  |
| 2000/2001  | Finland  | Ryssland  | Sverige   |
| 2001/2002  | Finland  | Ryssland  | Sverige   |
| 2002/2003  | Finland  | Ryssland  | Tjeckien  |
| 2003/2004  | Finland  | Sverige   | Ryssland  |
| 2004/2005  | Ryssland | Sverige   | Finland   |
| 2005/2006  | Ryssland | Sverige   | Finland   |
| 2006/2007  | Sverige  | Ryssland  | Tjeckien  |
| 2007/2008  | Ryssland | Finland   | Tjeckien  |
| 2008/2009  | Ryssland | Finland   | Sverige   |
| 2009/2010  | Finland  | Ryssland  | Tjeckien  |
| 2010/2011  | Ryssland | Sverige   | Finland   |
| 2011/2012  | Tjeckien | Finland   | Ryssland  |
| 2012/2013  | Ryssland | Tjeckien  | Finland   |
| 2013/2014  | Finland  | Ryssland  | Tjeckien  |
| 2014/2015  | Sverige  | Finland   | Tjeckien  |
| 2015/2016  | Sverige  | Finland   | Tjeckien  |
| 2016/2017  | Ryssland | Tjeckien  | Finland   |
| 2017/2018  | Finland  | Tjeckien  | Ryssland  |
| 2018/2019  | Ryssland | Finland   | Sverige   |
| 2019/20202 | Tjeckien | Sverige   | Finland   |
| 2020/2021  | Ryssland | Tjeckien  | Sverige   |
| 2021/2022  | Sverige  | Finland   | Tjeckien  |
| 2022/2023  | Sverige  | Tjeckien  | Finland   |
| 2023/2024  | Sverige  | Finland   | Tjeckien  |
| 2024/2025  | Tjeckien | Finland   | Schweiz   |

1 Endast poäng från Karjala Cup, Izvestija Cup och Sweden Hockey Games räknades till den totala ställningen på grund av att Ryssland inte deltog i Pragobanka Cup 1996.
2 Czech Hockey Games 2020 ställdes in på grund av på grund av Coronapandemin.
Notera att finalmatchen och matchen om tredjeplaceringen inte spelades förrän säsongen 2003/2004. Innan dess korades vinnaren, andra- och tredjeplatsen efter den slutgiltiga EHT-tabellen för säsongen. Under säsongerna 2003/2004 och 2004/2005 spelades final- och bronsmatcherna i bäst av två matcher, men från 2005/2006 spelades endast en. Från säsongen 2007/2008 och framåt spelas inga slutspelsmatcher.

## Statistik

### Medaljtabell
| Pos | Lag      | Guld | Silver | Brons | Medaljer |
| --- | -------- | ---- | ------ | ----- | -------- |
| 1   | Finland  | 9    | 8      | 8     | 25       |
| 2   | Ryssland | 9    | 6      | 5     | 20       |
| 3   | Sverige  | 6    | 7      | 5     | 18       |
| 4   | Tjeckien | 3    | 6      | 9     | 18       |